# 용꿈이었네
《용꿈이었네》는 한국방송공사 2TV 특집드라마이다.

## 제작진
- 극본 : 서영명
- 연출 : 정병식

## 출연진
- 김영애
- 김영철
- 김형자
- 노주현